# Gimbels
Gimbel Brothers (kortweg Gimbels) was een Amerikaans warenhuisbedrijf dat ruim een eeuw actief was, van 1842 tot 1987. Adam Gimbel opende in 1842 zijn eerste winkel in Vincennes, Indiana. In 1887 verplaatste het bedrijf zijn activiteiten naar het warenhuis Gimbel Brothers in Milwaukee, Wisconsin. Het werd een keten toen het in 1894 een tweede, grotere winkel opende in Philadelphia, Pennsylvania, en het hoofdkantoor daarheen verplaatste. Op aandringen van de toekomstige directeur van het bedrijf, Bernard Gimbel, kleinzoon van de oprichter, breidde het bedrijf in 1910 uit naar New York.
Het bedrijf staat bekend om de oprichting van de oudste Thanksgiving-parade, de Gimbels Thanksgiving Day Parade, die in 1920 in Philadelphia ontstond. Gimbels werd ook gezien als de grootste rivaal van Macy's en hun vete werd populair in de Amerikaanse cultuur. In 1930 was Gimbels uitgegroeid tot een keten van 20 winkels, waarvan de omzet het tot de grootste warenhuisketen ter wereld maakte. Het bedrijf breidde zich uit tot een hoogtepunt van 53 winkels in 1965 en sloot in 1987 met 35 winkels in Pennsylvania, New York, New Jersey, Wisconsin en Connecticut.

## Geschiedenis

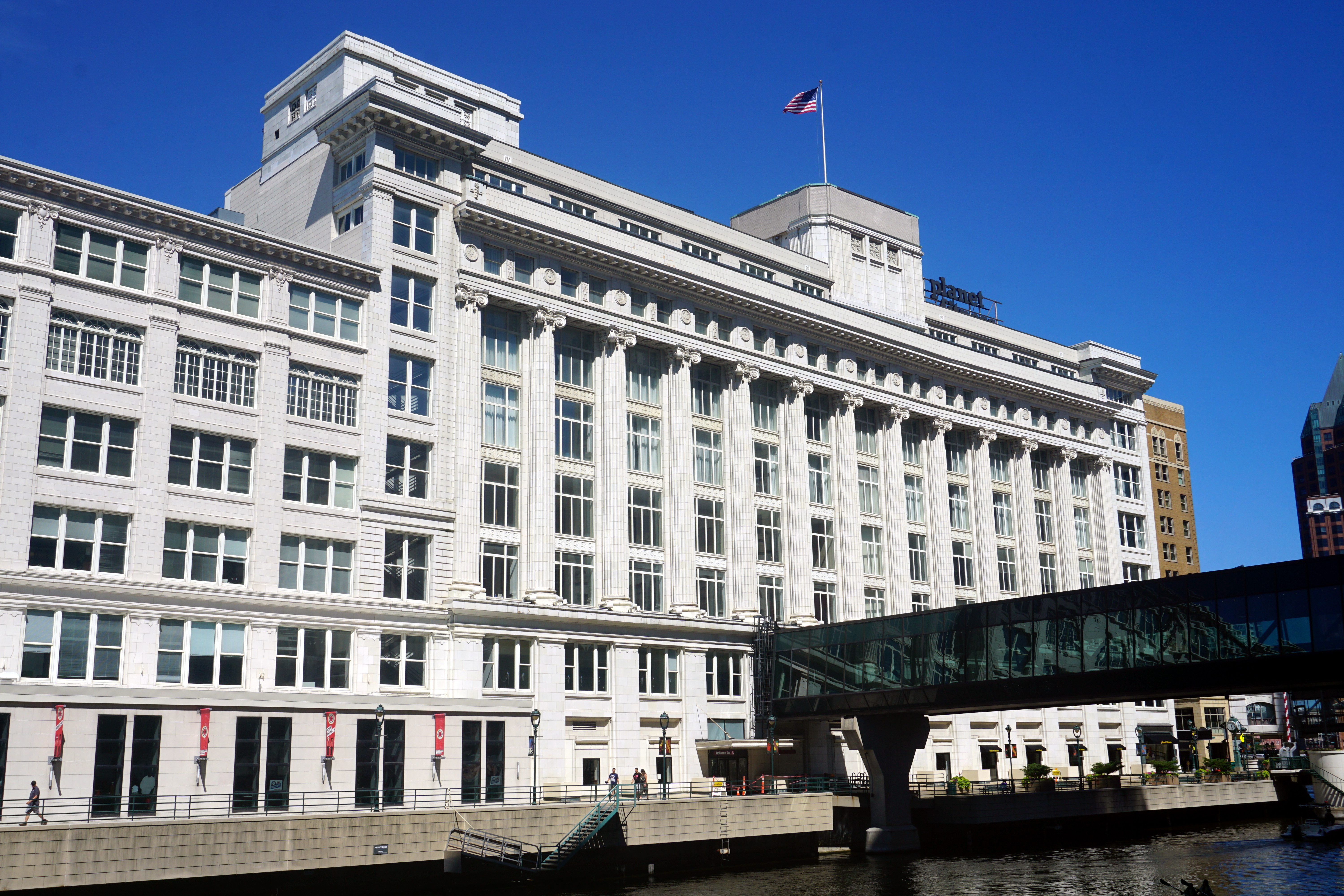
Gimbels-gebouw in Milwaukee

Het bedrijf werd opgericht door een jonge Joodse immigrant uit Beieren, Adam Gimbel, die een winkel opende in Vincennes, Indiana. Na een kort verblijf in Danville, Illinois, verhuisde Gimbel in 1887 naar Milwaukee, Wisconsin, dat destijds een bloeiende stad was met veel Duitse immigranten. De nieuwe winkel groeide al snel uit tot het toonaangevende warenhuis daar. Met zeven zonen zag Adam Gimbel echter de kans om elders zijn bedrijf uit te breiden.
In 1894 nam Gimbels, destijds geleid door de zoon van de oprichter, Isaac Gimbel, de winkel van Granville Haines over (oorspronkelijk gebouwd en gerund door Cooper en Conard) in Philadelphia, Pennsylvania, en in 1910 opende hij een andere vestiging in New York. Met de komst van Gimbels naar New York werd het een succes en al snel werd het de grootste concurrent van de toonaangevende retailer op Herald Square, Macy's, waarvan de vlaggenschipwinkel een blok noordelijker lag. 
Gimbels werd zo succesvol dat de keten in 1922 naar de beurs ging en aandelen op de New York Stock Exchange aanbood (hoewel de familie een controlerend belang behield). De aandelenverkopen leverden kapitaal op voor de uitbreiding, te beginnen met de aankoop in 1923 van de rivaal aan de overkant van de straat, Saks & Co., dat opereerde onder de naam Saks-34th Street. Gimbel opende vervolgens een Saks-filiaal in het centrum van de stad, genaamd Saks Fifth Avenue. Toen Gimbels de radio in stapte, kocht hij WGBS in New York en WIP in Philadelphia. In 1925 betrad Gimbels de markt van Pittsburgh met de aankoop van Kaufmann & Baer's, waarbij het tevens WCAE in de deal verwierf. Hoewel de uitbreiding aanleiding gaf tot gesprekken over een landelijke keten, maakte de Grote Depressie een einde aan dat vooruitzicht. Gimbel breidde in de jaren 1930 het aantal chiquere (en enorm winstgevende) Saks Fifth Avenue-winkels uit en opende vestigingen in Chicago, Boston en San Francisco.

### Succes
Tegen 1930 had Gimbels zeven vlaggenschipwinkels in het hele land en een omzet van $ 123 miljoen in 20 winkels; dit maakte Gimbel Brothers Inc. de grootste warenhuiscorporatie ter wereld. In 1953 was de verkoop gestegen tot $300 miljoen. In 1962 kocht Gimbels de concurrent Schuster's uit Milwaukee, en in die regio bediende Gimbels voor een tijdje winkels van beide ketens als Gimbels Schuster's. Tegen 1965 bestond Gimbel Brothers Inc. uit 53 winkels in het hele land, waaronder 22 Gimbels, 27 Saks Fifth Avenue winkels en vier Saks 34th St.

#### Gimbels en de middenklasse
Gimbels' principes en producten stonden voor het weerspiegelen van de idealen van de middenklasse van Amerika. Hun principes bestonden uit "beleefdheid, betrouwbaarheid, goede waarde en verlicht management". Door middel van deze middelklaswaarden trok Gimbels kopers naar een winkel die ook bij hun budget kon passen. Gimbels hield de winkel eenvoudig en minder extravagant dan sommige van zijn concurrenten, en gebruikte de slogan "de klant betaalt voor fancy frills". Gimbels ging over het product, niet over de esthetiek. Door een breed scala aan geavanceerde technologie in zijn goederen aan te bieden, weerspiegelde Gimbels de idealen die de middenklasse had om up-to-date te blijven met technologieën en nieuwe apparaten en goederen tegen een betaalbare prijs.

#### Assortiment
Warenhuis Gimbels bood een breed scala aan artikelen en producten aan, waaronder huishoudelijke apparaten, buitenspullen, meubels, kleding en nog veel meer. De vlaggenschipwinkels hadden meerdere verdiepingen te vinden en op elke verdieping wordt een specifieke categorie producten aangeboden. Gimbels in Philadelphia bood specifiek sieraden, herenkleding, dameskleding, kinderkleding, meubels, speelgoed, kunstbenodigdheden en huishoudelijke apparaten aan. In deze winkel waren ook het Gimbel Auditorium, het televisiehoofdkantoor, een salon en een muziekcentrum gevestigd. Met een breed scala aan opties was Gimbels een one-stop-shop die winkelen gemakkelijk en toegankelijk maakte.

#### Publiciteit
Ondanks de beperkte aanwezigheid van Gimbels was het merk landelijk bekend, deels vanwege de zorgvuldig gecultiveerde rivaliteit met Macy's, maar ook dankzij een eindeloze stroom aan publiciteit. De winkel in New York kreeg veel aandacht als locatie voor de veiling van kunst en antiquiteiten uit de collectie van William Randolph Hearst in 1939-1940. Gimbels kreeg ook bekendheid door de film Miracle on 34th Street uit 1947 en de film Fitzwilly uit 1967. Bovendien werd de plek vaak genoemd als winkelbestemming voor Lucy Ricardo en Ethel Mertz in de populaire tv-serie I Love Lucy uit de jaren 50.
De Slinky maakte zijn debuut in de Gimbels-winkel in het noordoosten van Philadelphia. Het Gimbels-warenhuis in Philadelphia was het eerste warenhuis ter wereld dat klanten via de roltrap van verdieping naar verdieping bracht.

#### Gimbels Thanksgiving Day Parade
Het idee voor een parade van warenhuizen ontstond in 1920 bij het warenhuis Gimbels in Philadelphia. De parade staat nu bekend als de 6abc Dunkin' Donuts Thanksgiving Day Parade. De familie Gimbel zag de parade als een manier om de feestdageninkopen te promoten bij hun winkels. Macy's begon pas in 1924 met een parade. Toen Gimbels in 1986 stopte met opereren, nam televisiestation WPVI de organisatie voor de parade over, gesponsord door Boscov's uit Reading, Pennsylvania. Momenteel is Dunkin' Donuts de hoofdsponsor van de parade.

### Overname en sluiting
Brown & Williamson, een Amerikaanse dochterbedrijf vanBritish American Tobacco, nam Gimbels in 1973 over.  Brown & Williamson was ook eigenaar van de warenhuizen Marshall Field's (aangekocht in 1982), Frederick en Nelson, The Crescent en Kohl's (aangekocht in 1972). Brown & Williamson formeerde later de BATUS Retailgroep als dochteronderneming voor haar detailhandelsbelangen.
BATUS liet de Gimbels-keten aanvankelijk in vier autonome divisies opereren, die onder het familiebezit van de Gimbels waren opgericht: Gimbels New York, Gimbels Philadelphia, Gimbels Pittsburgh en Gimbels Milwaukee. Elke divisie opereerde onafhankelijk van andere op het gebied van reclame en inkoop. Elke divisie bood haar eigen creditcard aan, die alleen gebruikt kon worden bij Gimbels-winkels binnen dezelfde divisie. In 1983 werden Gimbels New York en Gimbels Philadelphia samengevoegd tot één entiteit, Gimbels East, in een poging de overheadkosten van het bedrijf te verlagen. 
Omdat BATUS tot de conclusie kwam dat Gimbels een marginale speler was met weinig potentieel voor een hogere winstgevendheid, besloot het in 1986 zijn Gimbels-divisie te sluiten en zijn winkelpanden te verkopen. Sommige van de aantrekkelijkere filialen werden overgenomen door Stern's (Allied Stores), Pomeroy's (Allied Stores), Kaufmann's (May Department Stores) of Boston Store. Het vlaggenschip van de keten, de winkel in het centrum van Milwaukee waar Adam Gimbel voor het eerst succes had (en naar verluidt de meest winstgevende winkel van Gimbel was), werd overgedragen aan Marshall Field's, een zusteronderneming van BATUS. Het filiaal sloot uiteindelijk in 1997.

## Winkeldivisies
De vlaggenschipwinkels van Gimbels waren gevestigd in New York, Philadelphia, Pittsburgh en Milwaukee.

### Vlaggenschipwinkel in New York
De vlaggenschipwinkel van Gimbels in New York bevond zich in het cluster van grote warenhuizen rondom Herald Square in Midtown Manhattan. Het gebouw, dat ooit 110.000 m² besloeg, is ontworpen door de architect Daniel Burnham. Het pand is inmiddels gemoderniseerd en geheel vernieuwd. Toen dit gebouw op 29 september 1910 werd geopend, was een belangrijk verkoopargument de aanwezigheid van vele deuren die toegang gaven tot het metrostation Herald Square in New York. Dankzij de gemakkelijke toegang had deze winkel tegen de tijd dat Gimbels in 1986 sloot het hoogste percentage ‘krimp’ van winkeldiefstalverliezen ter wereld. Er waren ook ingangen vanuit een voetgangerspassage onder 32nd Street, die Penn Station verbond met de stations 34th Street (New York City Subway) en 33rd Street (PATH). Deze Gimbels Passageway werd in de jaren 1990 om veiligheidsredenen gesloten vanwege een periode van hoge criminaliteit.
Het gebouw werd in 1989 omgebouwd tot A&S Plaza, een winkelcentrum dat vernoemd is naar het belangrijkste warenhuis in het centrum van Brooklyn, een vestiging van A&S. In 1995 werd de winkel omgedoopt tot Stern's en werd het winkelcentrum omgedoopt tot Manhattan Mall. De hoofdwinkel sloot in 2001 en de ruimte werd opgedeeld in kleinere units in het winkelcentrum, terwijl de bovenste verdiepingen werden omgebouwd tot kantoren. In 2009 werd een nieuwe J.C. Penney-winkel geopend op de onderste twee verdiepingen. Die hoofdwinkel sloot in 2020 en in 2021 waren alle winkels in het winkelcentrum gesloten en diende het gebouw alleen nog als kantoorruimte.
Het gebouw dat een Gimbels-filiaal huisvestte op 86th Street en Lexington Avenue bestaat nog altijd, maar is omgebouwd tot appartementen.

### Vlaggenschipwinkel Philadelphia
De vlaggenschipwinkel in Philadelphia werd in 1893 geopend toen de broers Gimbel de failliete textielwinkel Haines and Company op de hoek Ninth Street en Market Street kochten. De winkel breidde zich geleidelijk uit naar het oosten, naar Eighth Street. In 1927 werd een uitbreiding naar het zuiden tot aan Chestnut Street voltooid en de winkel besloeg nu een heel stadsblok, waardoor het een tijdlang het grootste warenhuis ter wereld was. In 1977 verhuisde Gimbels naar winkelcentrum The Gallery aan de overkant van Market Street. De oorspronkelijke gebouwen werden in 1979-1980 gesloopt, met uitzondering van de uitbreiding uit 1927 die werd omgebouwd tot kantoorruimtes, een datacentrum en praktijkruimten. De vestiging in The Gallery sloot in 1986.

### Vlaggenschipwinkel Pittsburgh
In Pittsburgh ontwierpen de architecten Starrett &amp; van Vleck het vlaggenschip van het warenhuis Gimbels Department Store in het stadscentrum, dat in 1914 werd gebouwd op Sixth Avenue 339. Nadat Gimbels eind jaren 1980 de activiteiten staakte, stond het gebouw jarenlang leeg en werd het in de jaren 1990 herontwikkeld voor detailhandel. Het huisvestte onder meer de eerste Barnes & Noble in Pittsburgh. In 2002 werd het gebouw opnieuw verbouwd tot kantoorgebouw en nu is het de thuisbasis van het Heinz 57 Center. In 1997 werd het toegevoegd aan de lijst van historische monumenten door de Pittsburgh History and Landmarks Foundation.

### Relatie met Saks
Saks werd opgericht door Horace Saks in New York City. In 1923 kocht Gimbels Saks, dat een dochteronderneming werd van Gimbel Brothers, Incorporated, een beursgenoteerd bedrijf. Adam Long Gimbel, kleinzoon van de oprichter van Gimbels maakte van Saks een nationaal merk. In 1973 nam Brown & Williamson, dat later BATUS Inc. oprichtte, Gimbel Bros. en het merk Saks Fifth Avenue over. BATUS sloot Gimbels in 1986 en verkocht Saks vervolgens in 1990 aan Investcorp SA.

## Galerij

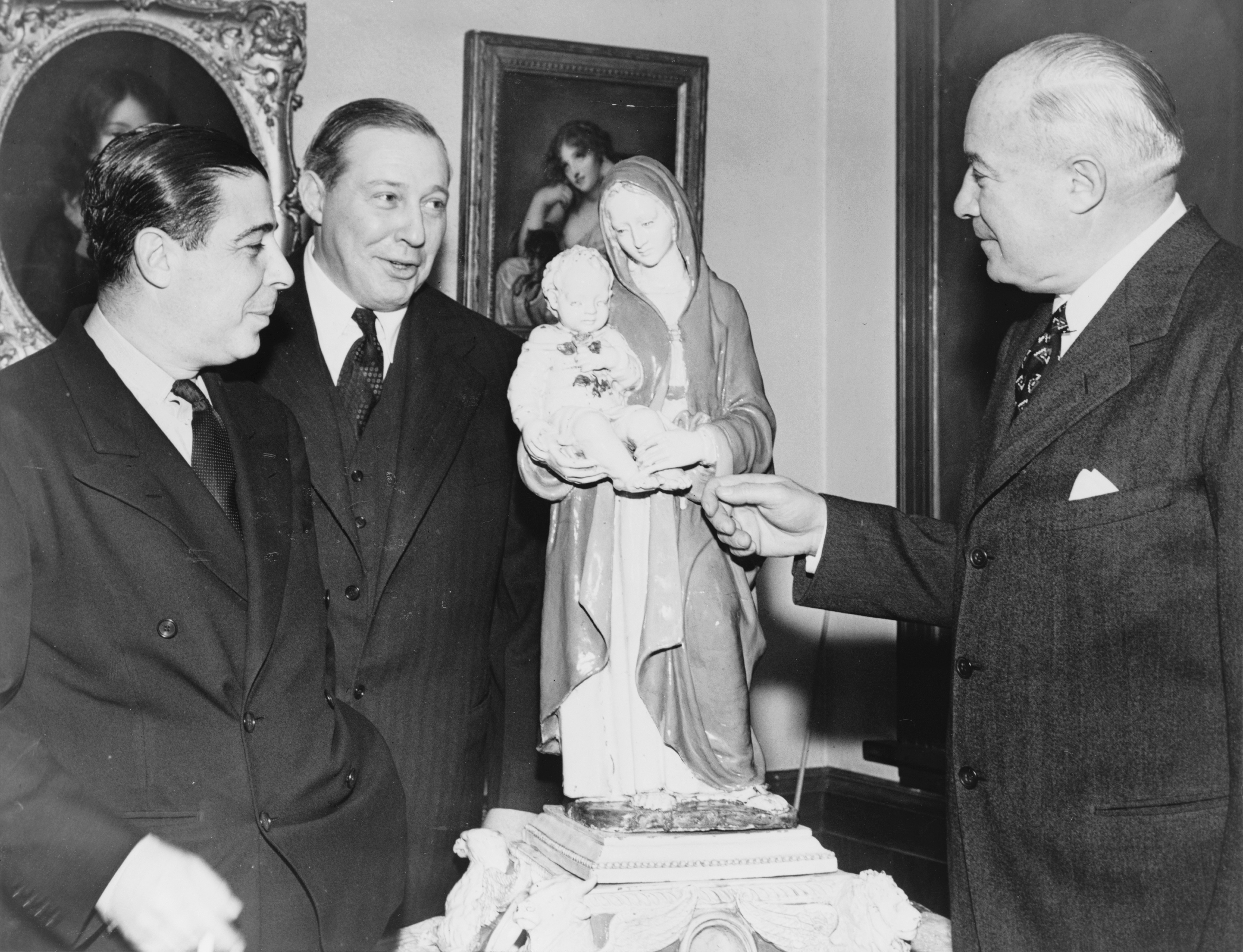
Adam, Frederic en Bernard Gimbel
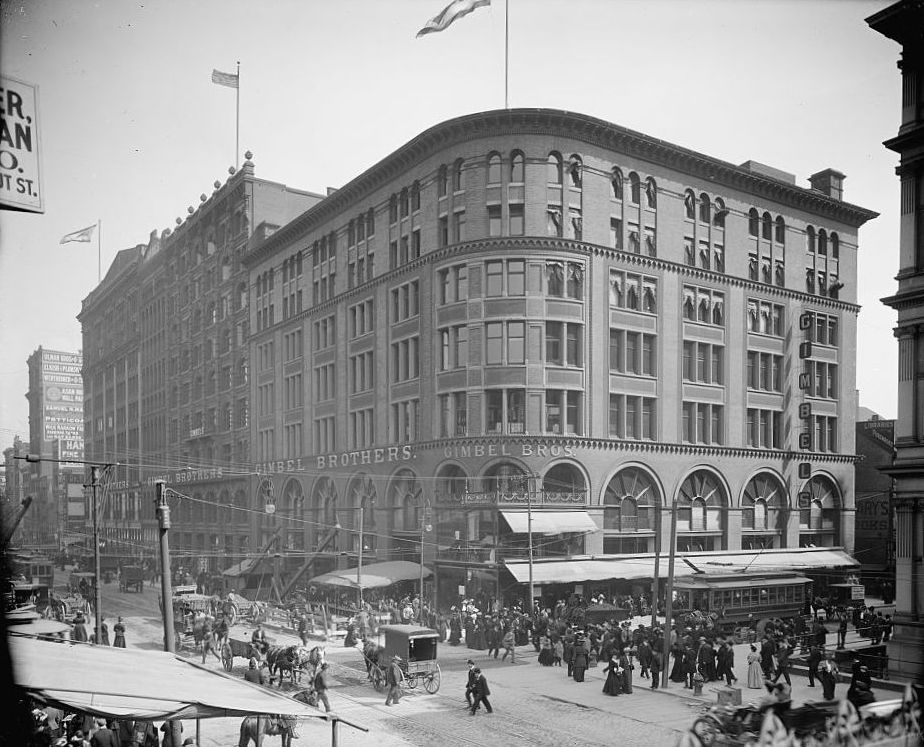
Winkel in Philadelphia, ca. 1910
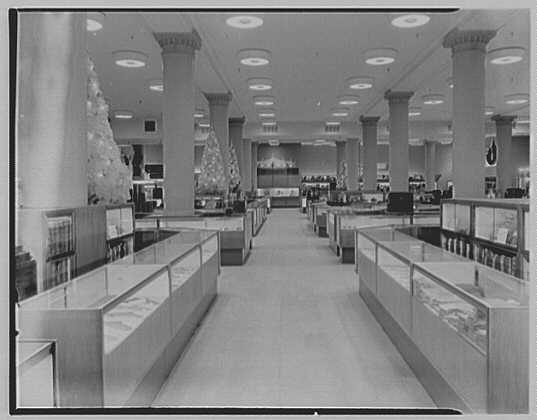
Interieur van de New York Gimbels flagshipstore, 1950, na een verbouwing door ontwerper Raymond Loewy
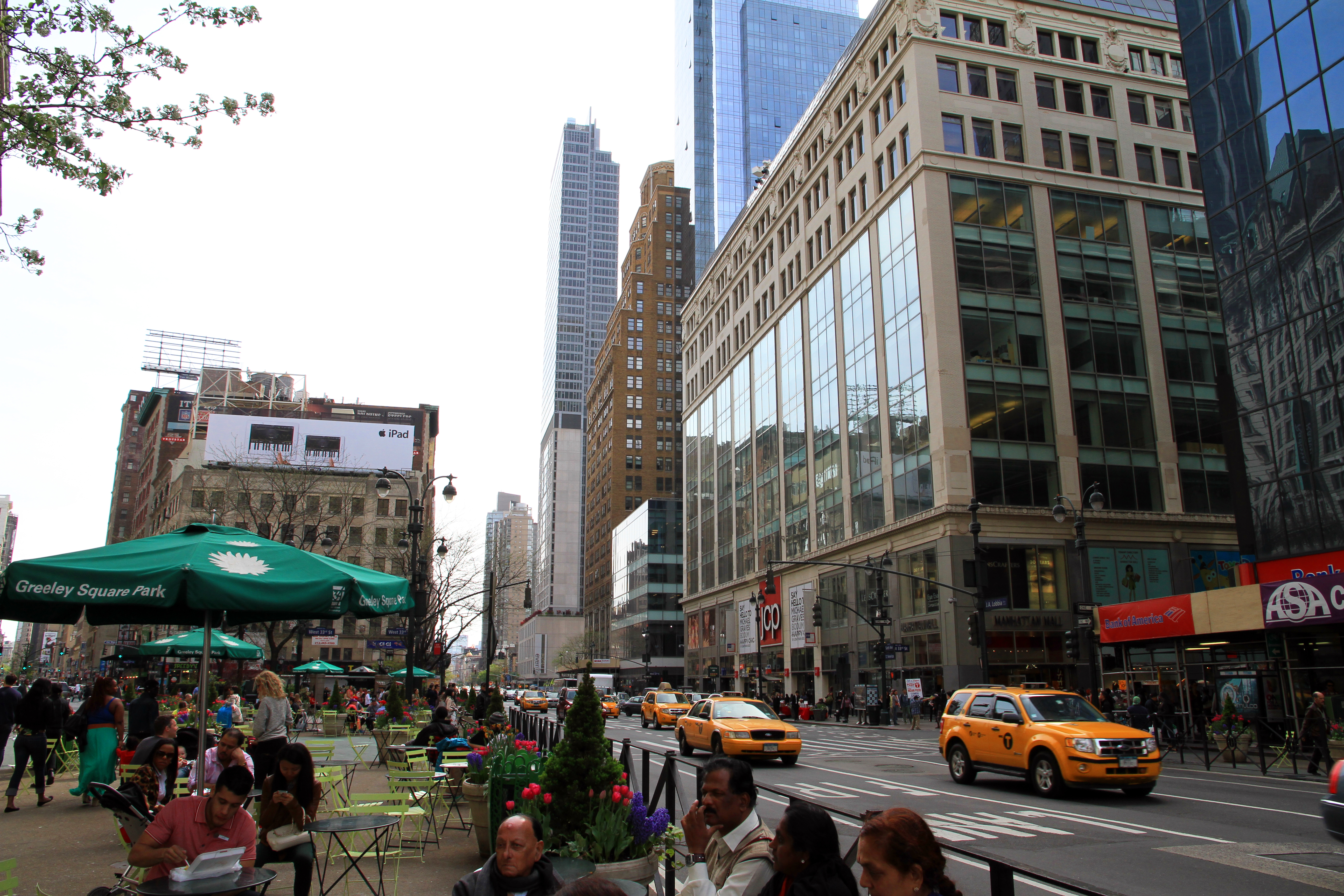
De vlaggenschiplocatie van New York, nu Manhattan Mall, bevindt zich aan de rechterkant
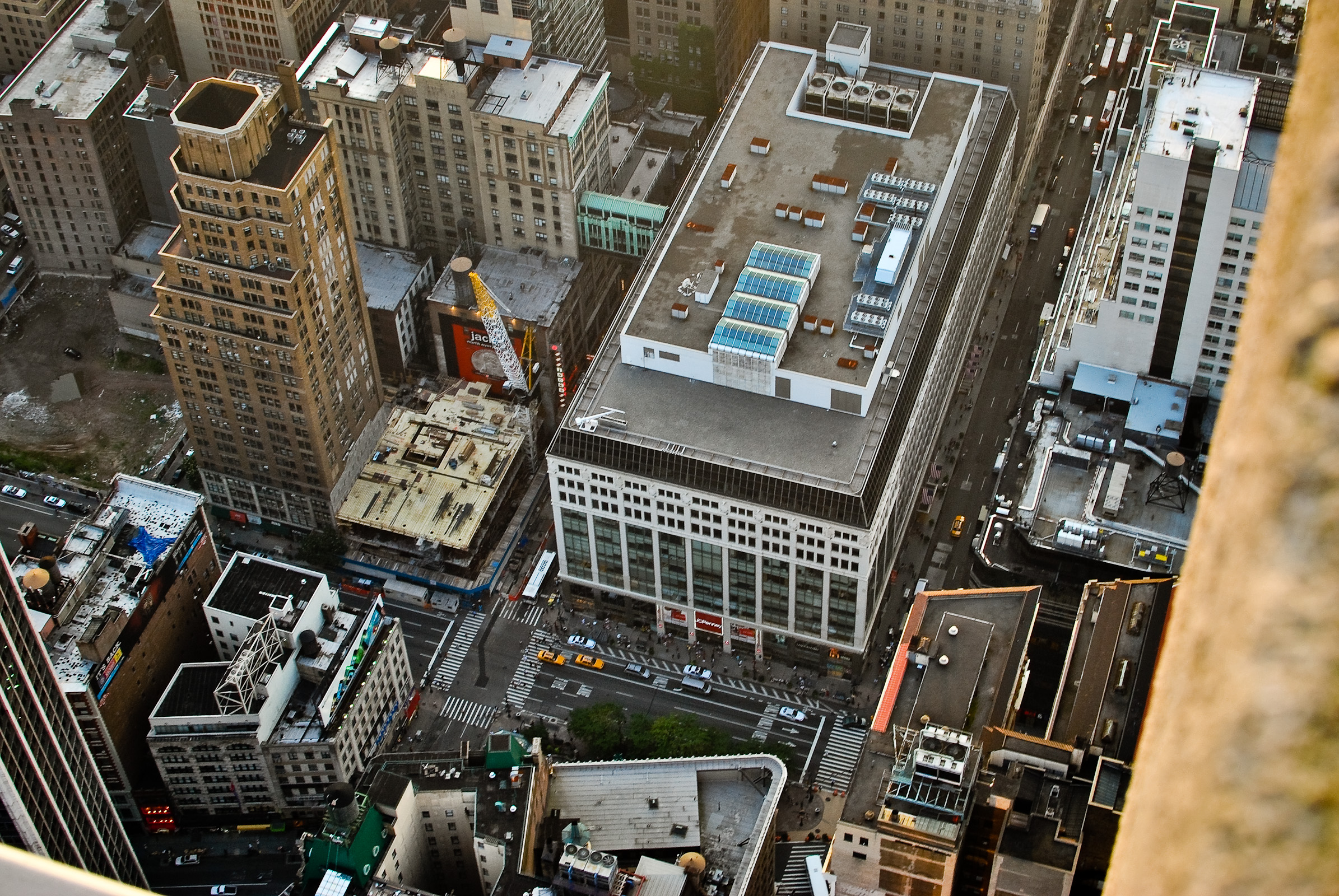
De vlaggenschiplocatie van New York, nu Manhattan Mall, gezien vanaf het Empire State Building
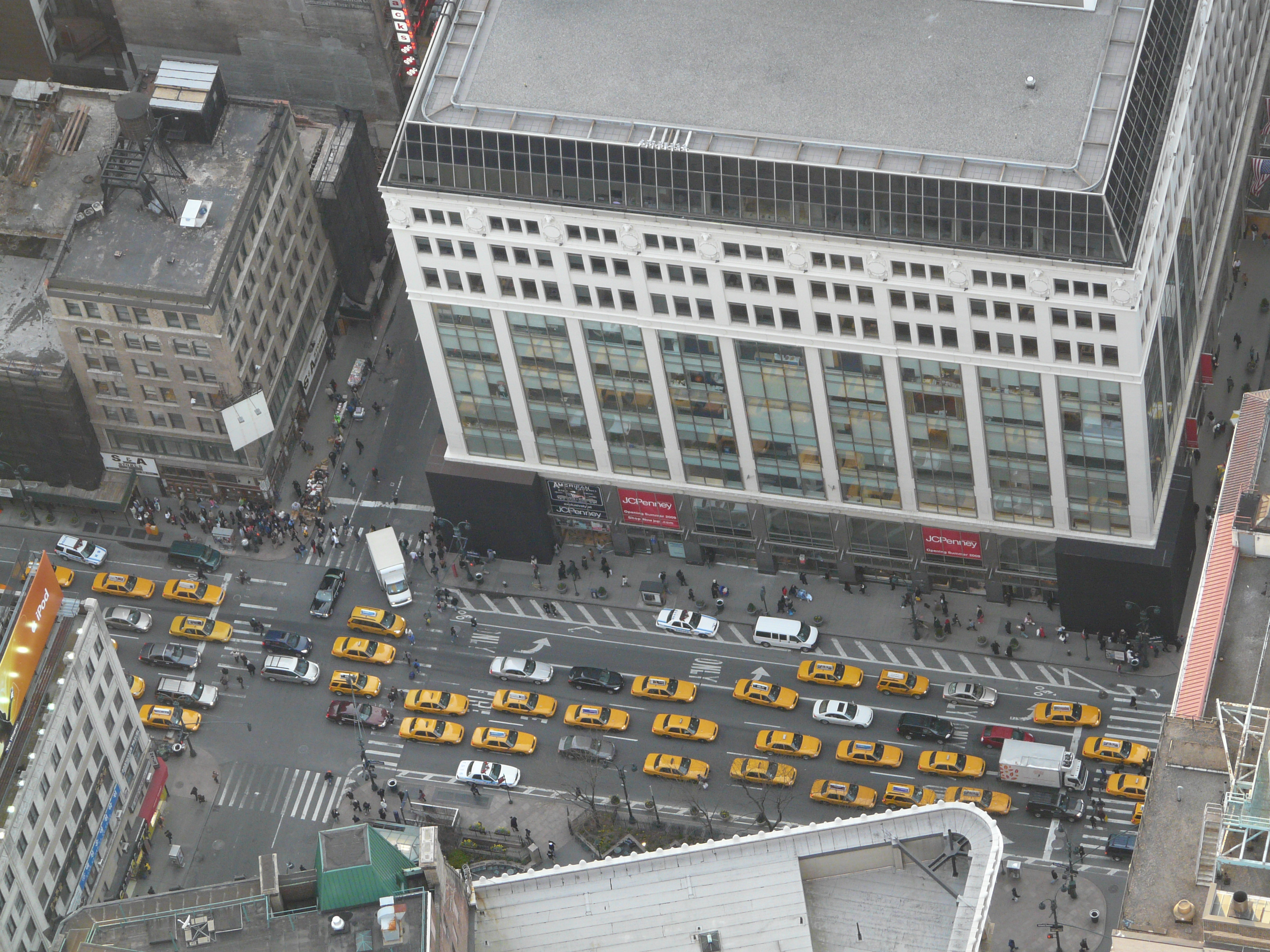
De vlaggenschiplocatie van New York in 2008
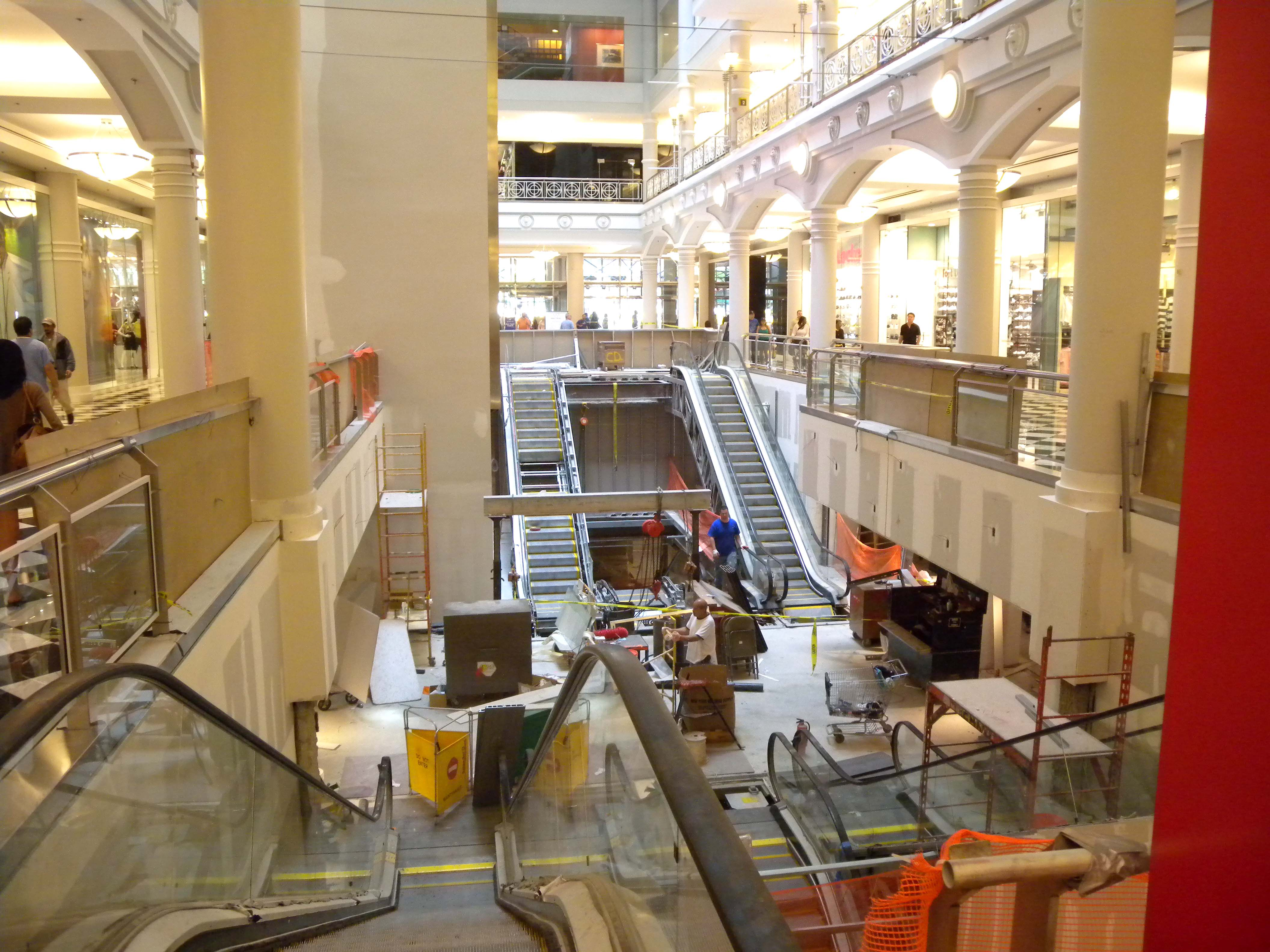
De Manhattan Mall bevindt zich nu op de voormalige locatie van Gimbels in Midtown Manhattan
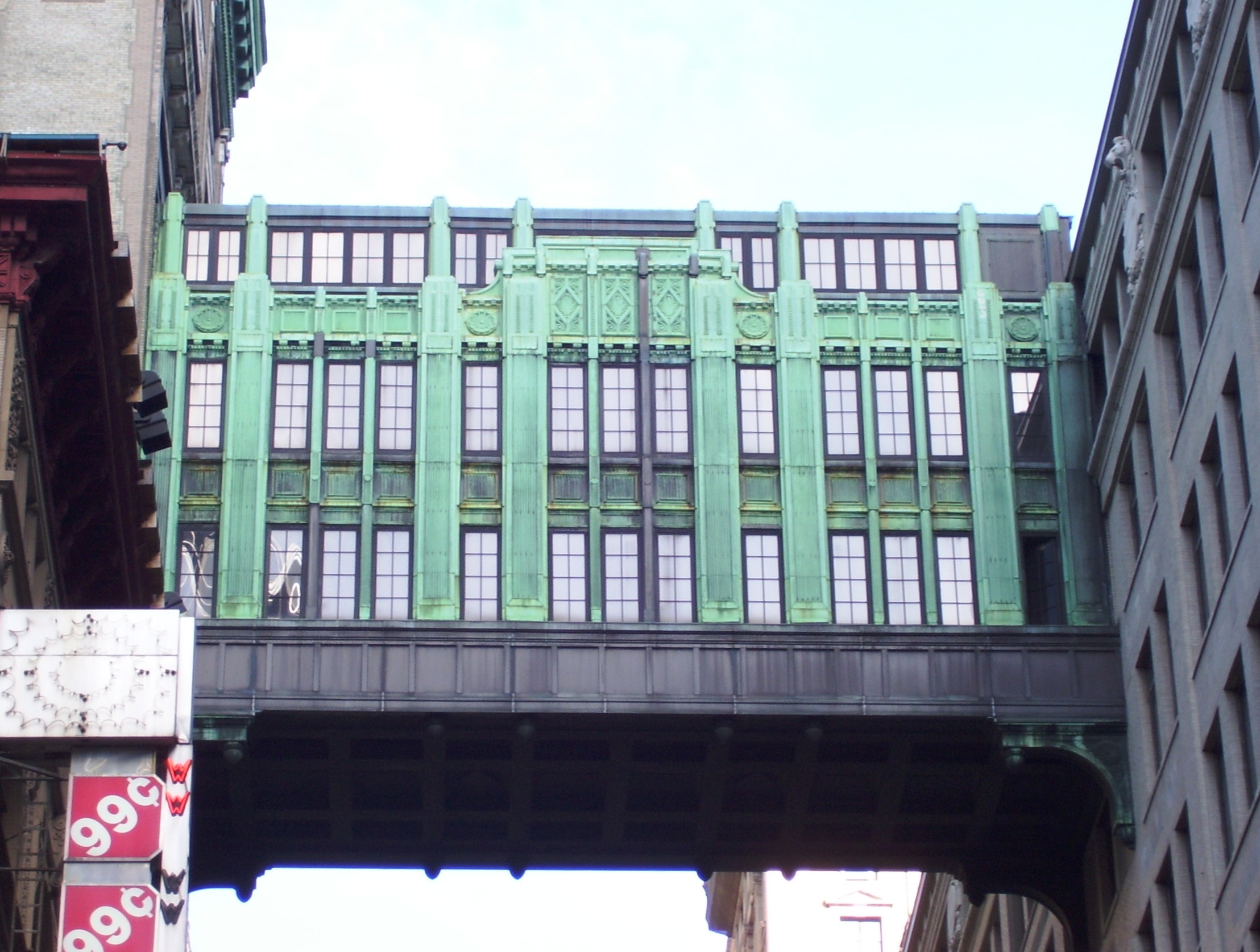
Historische Art Deco -skybridge met drie verdiepingen over 32nd St. die ooit de flagshipstore van New York Gimbels verbond met Saks-34th Street, ook eigendom van de keten
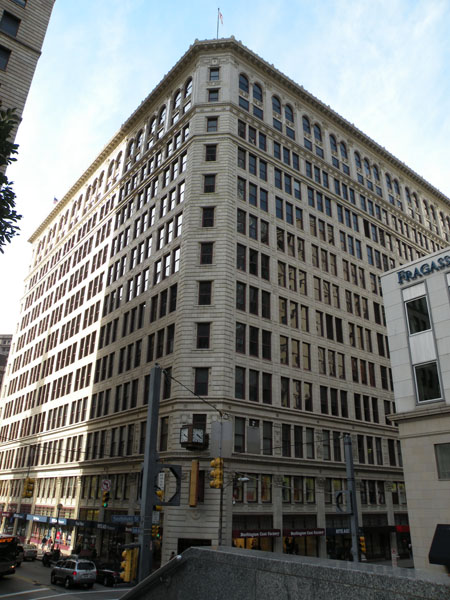
Het Heinz 57 Center, voorheen het Gimbel Brothers Department Store, gebouwd in 1914, gelegen op 339 Sixth Avenue in Pittsburgh, Pennsylvania
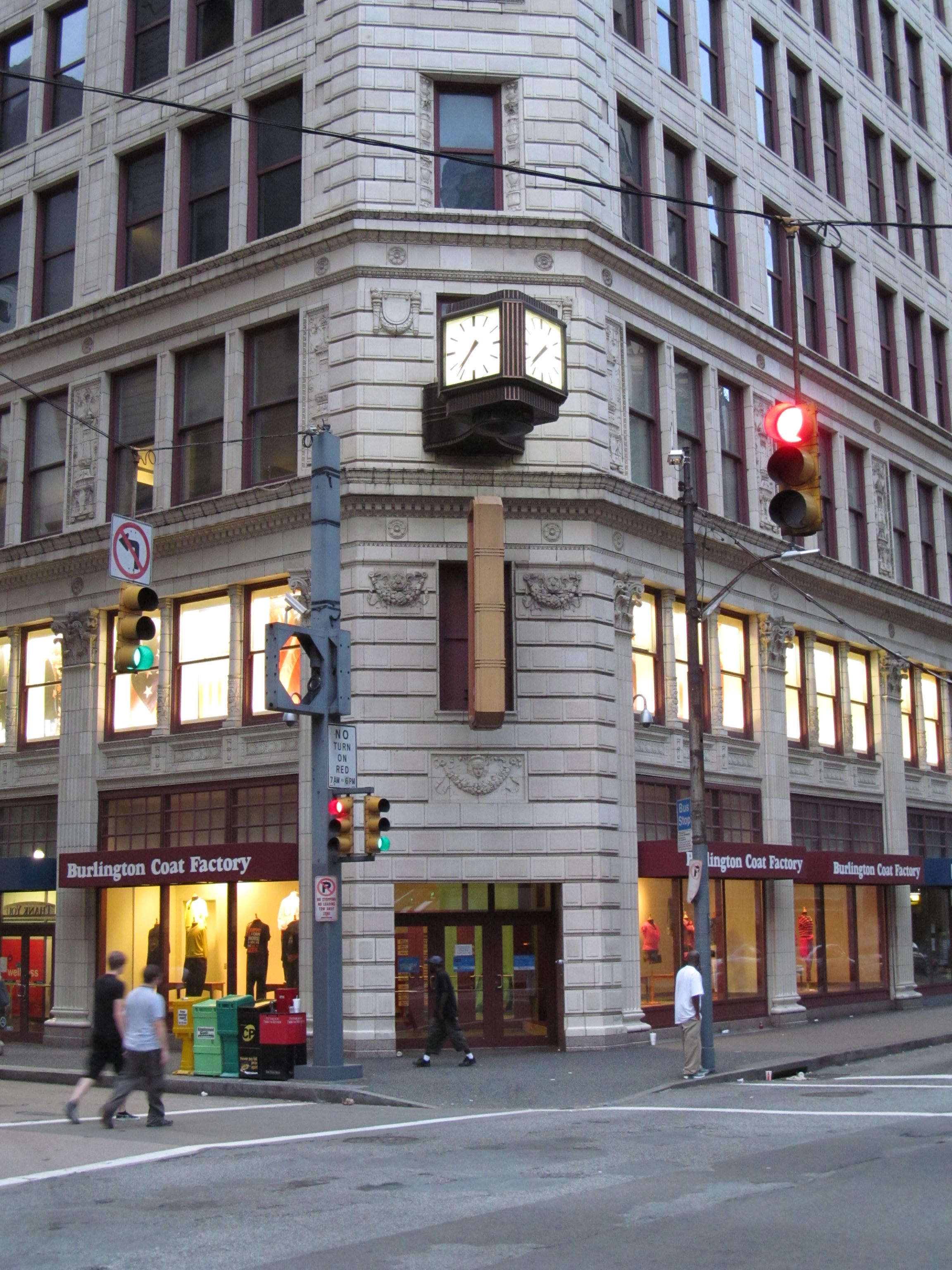
De iconische klok buiten het vlaggenschip van Gimbels in Pittsburgh
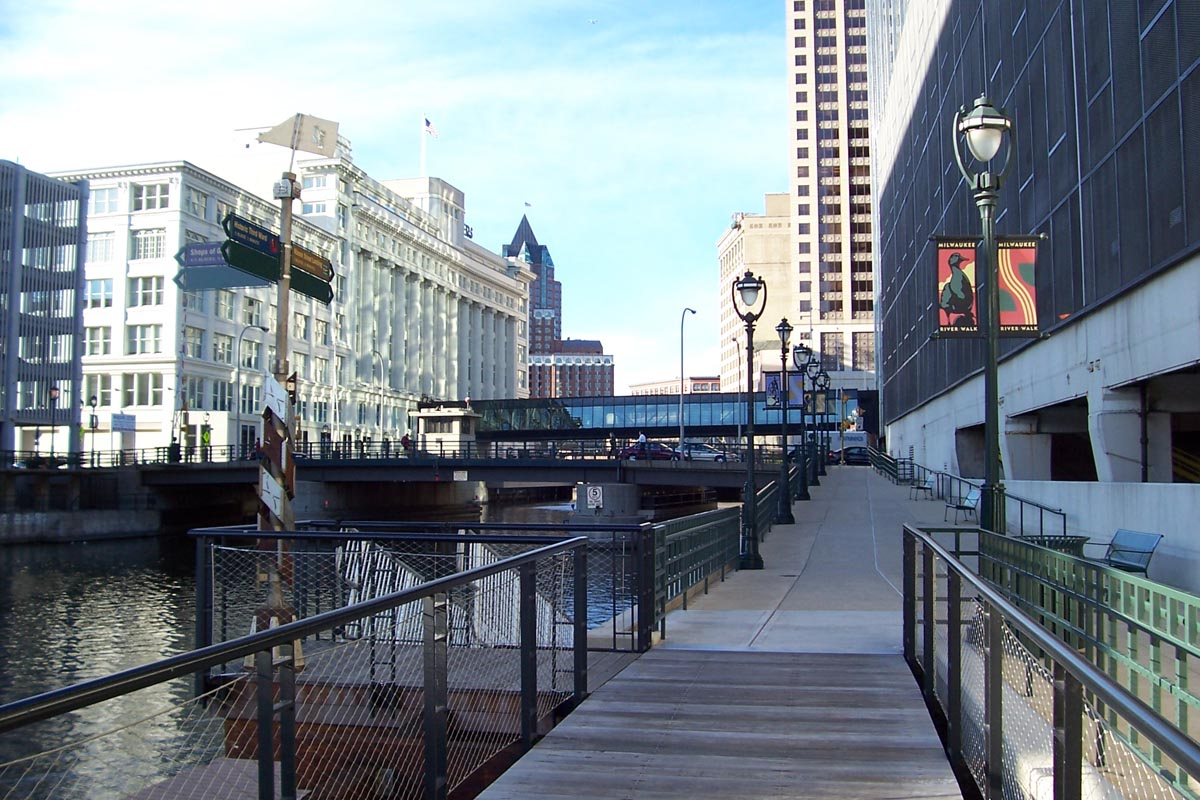
Het voormalige vlaggenschip van Milwaukee, het grote witte gebouw aan de linkerkant
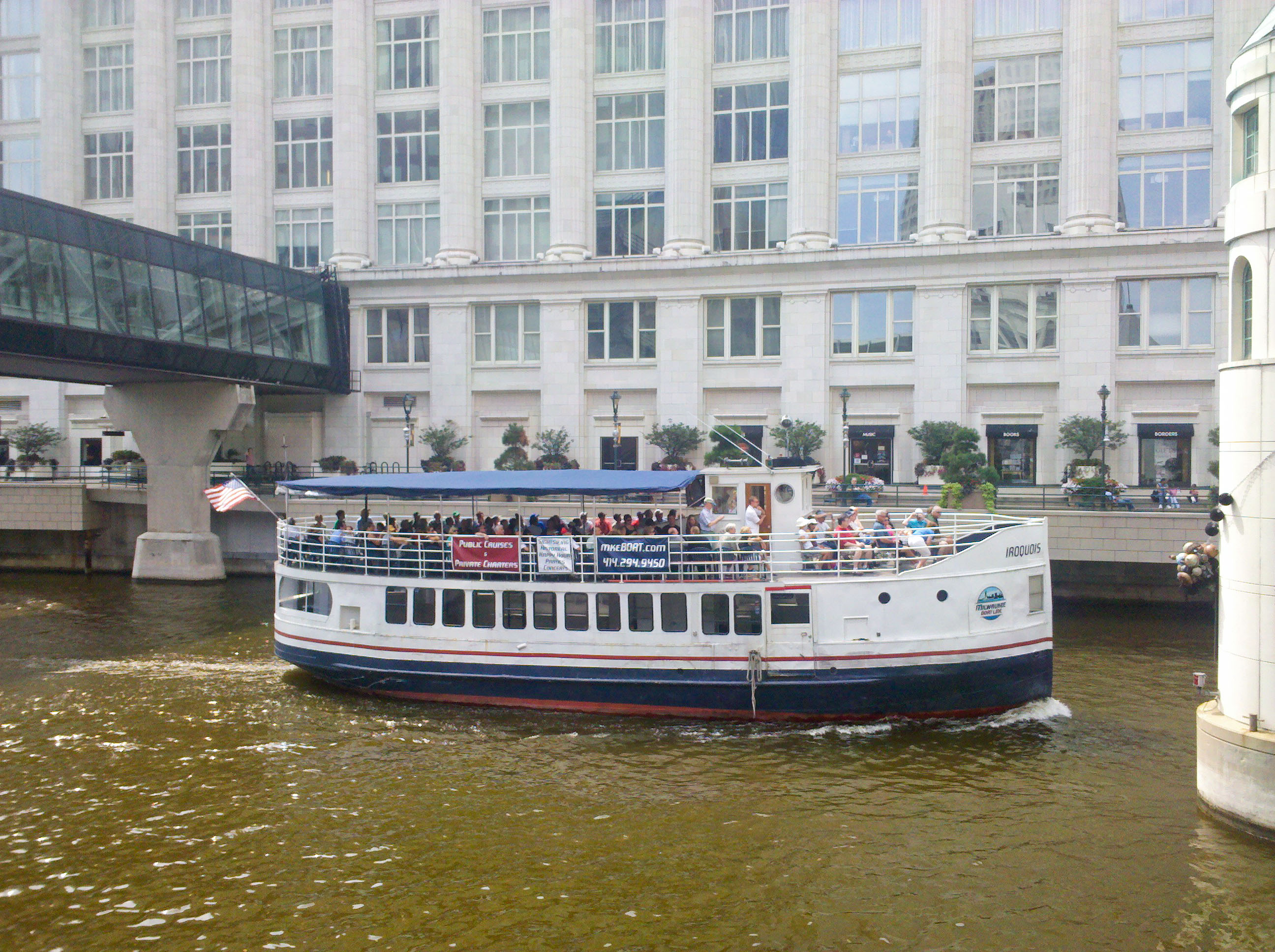
Rivierboot passeert de voormalige vlaggenschiplocatie van Milwaukee